# Yul Vazquez
Yul Vazquez (L'Avana, 18 marzo 1965) è un attore, produttore cinematografico e musicista cubano naturalizzato statunitense.

## Biografia
Nato a L'Avana, ma cresciuto a Miami, inizia la sua carriera nel mondo dello spettacolo verso gli inizi degli anni novanta, debuttando nel film I re del mambo. Negli anni seguenti prende parte a numerose produzioni hollywoodiane, come Se scappi, ti sposo, Traffic, La guerra dei mondi, American Gangster e molti altri.
Per la televisione ha interpretato il portoricano gay Bob nella sit-com Seinfeld, è stato uno degli amanti di Samantha Jones in Sex and the City, e ha partecipato ad altre serie di successo come Louie, Treme, The Good Wife e Magic City, in quest'ultima ha interpretato il ruolo ricorrente di Victor Lazaro.
Vazquez è anche molto attivo in campo teatrale, è co-direttore artistico della LAByrinth Theater Company con sede a New York City. Ha recitato al fianco di Sam Rockwell in The Last Days of Judas Iscariot per la regia di Philip Seymour Hoffman, nell'opera di Terrence McNally The Stendhal Syndrome con Isabella Rossellini e ha fatto il suo debutto a Broadway con The Motherfucker With The Hat, per cui ha ottenuto una candidatura al Tony Award come miglior attore non protagonista.
Vazquez è anche un musicista, ha suonato la chitarra in un gruppo musicale chiamato Urgent, con cui ha pubblicato due album per la EMI. Successivamente ha fatto parte del gruppo Diving for Pearls, che ha pubblicato un album per la Epic Records.
L'attore vive a Manhattan assieme alla moglie, l'attrice Linda Larkin.

## Filmografia parziale

### Cinema
- I re del mambo (The Mambo Kings), regia di Arne Glimcher (1992)
- Fresh, regia di Boaz Yakin (1994)
- Minuti contati (Nick of Time), regia di John Badham (1995)
- Se scappi, ti sposo (Runaway Bride), regia di Garry Marshall (1999)
- Chi ha ucciso la signora Dearly? (Drowning Mona), regia di Nick Gomez (2000)
- Traffic, regia di Steven Soderbergh (2000)
- Bad Boys II, regia di Michael Bay (2003)
- La guerra dei mondi (War of the Worlds), regia di Steven Spielberg (2005)
- Fast Track, regia di Jesse Peretz (2006)
- Music Within, regia di Steven Sawalich (2007)
- The Take - Falso indiziato (The Take), regia di Brad Furman (2007)
- Anamorph - I ritratti del serial killer (Anamorph), regia di henry Miller (2007)
- The Box, regia di A.J. Kparr (2007)
- American Gangster, regia di Ridley Scott (2007)
- Che - L'argentino (Che: Part One), regia di Steven Soderbergh (2008)
- Che - Guerriglia (Che: Part Two), regia di Steven Soderbergh (2008)
- The Missing Person, regia di Noah Buschel (2009)
- Beware the Gonzo, regia di Bryan Goluboff (2010)
- A-Team (The A-Team), regia di Joe Carnahan (2010)
- Amigo, regia di John Sayles (2010)
- Vi presento i nostri (Little Fockers), regia di Paul Weitz (2010)
- Salvation Boulevard, regia di George Ratliff (2011)
- Blood Ties, regia di Guillaume Canet (2013)
- Runner, Runner, regia di Brad Furman (2013)
- Captain Phillips - Attacco in mare aperto (Captain Phillips), regia di Paul Greengrass (2013)
- Rob the Mob, regia di Raymond De Felitta (2014)
- La regola del gioco (Kill the Messenger), regia di Michael Cuesta (2014)
- Gli invisibili (Time Out of Mind), regia di Oren Moverman (2014)
- Mr Cobbler e la bottega magica (The Cobbler), regia di Thomas McCarthy (2014)
- Anesthesia, regia di Tim Blake Nelson (2015)
- Autobiografia di un finto assassino (True Memoirs of an International Assassin), regia di Jeff Wadlow (2016)
- The Phenom, regia di Noah Buschel (2016)
- The Infiltrator, regia di Brad Furman (2016)
- A un miglio da te (1 Mile to You), regia di Leif Tilden (2017)
- Last Flag Flying, regia di Richard Linklater (2017)
- Truffatori in erba (Gringo), regia di Nash Edgerton (2018)
- O.G. - Original Gangster (O.G.), regia di Madeleine Sackler (2018)

### Televisione
- Armati di pistola (Strapped), regia di Forest Whitaker – film TV (1993)
- The Untouchables – serie TV, 2 episodi (1993)
- Walker Texas Ranger – serie TV, 1 episodio (1994)
- Single in attesa di divorzio (Jake's Women), regia di Glenn Jordan – film TV (1996)
- Il tocco di un angelo (Touched by an Angel) – serie TV, 1 episodio (1996)
- Seinfeld – serie TV, 3 episodi (1995-1998)
- Law & Order - I due volti della giustizia (Law & Order) – serie TV, 2 episodi (1992-2001)
- Sex and the City – serie TV, episodio 4x01 (2001)
- I Soprano (The Sopranos) – serie TV, 1 episodio (2002)
- Fringe – serie TV, 1 episodio (2008)
- Law & Order: Unità vittime speciali (Law & Order: Special Victims Unit) – serie TV, 2 episodi (2010-2013)
- Louie – serie TV, 2 episodi (2011-2012)
- Treme – serie TV, 8 episodi (2012-2013)
- The Good Wife – serie TV, 3 episodi (2012-2013)
- Magic City – serie TV, 15 episodi (2012-2013)
- The Lottery – serie TV, 10 episodi (2014)
- Bloodline – serie TV, 6 episodi (2016)
- Divorce – serie TV, 2 episodi (2016)
- Midnight, Texas – serie TV, 12 episodi (2017-2018)
- I Am the Night – miniserie TV, 6 puntate (2019)
- The Outsider – miniserie TV, 10 puntate (2020)
- Scissione - serie TV, 4 episodi (2022)
- Infiltrati alla Casa Bianca - White House Plumbers (White House Plumbers) – miniserie TV, 5 puntate (2023)
- Will Trent – serie TV, episodi 3x17-3x18 (2025)

## Doppiatori italiani
Nelle versioni in italiano delle opere in cui ha recitato, Yul Vazquez è stato doppiato da:
- Fabrizio Pucci in Che - L'Argentino, Scissione
- Eugenio Marinelli in Bad Boys II, Runner, Runner
- Pasquale Anselmo in Magic City, Succession
- Davide Marzi neLa regola del gioco, Elementary
- Franco Mannella in Mr Cobbler e la bottega magica, Books of Blood
- Roberto Certomà in Captain Phillips - Attacco in mare aperto
- Gaetano Varcasia in Anamorph - I ritratti del serial killer
- Diego Suarez ne I Soprano
- Riccardo Niseem Onorato ne La guerra dei mondi
- Francesco Bulckaen in Che - Guerriglia
- Christian Iansante in American Gangster
- Riccardo Polizzy Carbonelli in Autobiografia di un finto assassino
- Enrico Di Troia in Person of Interest
- Simone Mori in Se scappi, ti sposo
- Saverio Moriones in A-Team
- Claudio Capone in Sex and the City
- Donato Sbodio in Anesthesia
- Patrizio Prata in Midnight, Texas
- Vittorio Guerrieri in Russian Doll
- Massimiliano Virgilii in Fringe
- Francesco Meoni in Law & Order - Unità vittime speciali (ep. 11x15)
- Luca Dal Fabbro in Law & Order - Unità vittime speciali (ep. 14x22)
- Alessandro Budroni in The Good Wife
- Alberto Bognanni in Bloodline
- Sergio Lucchetti in The Looming Tower
- Giorgio Bonino in Truffatori in erba
- Nicola Braile in Narcos: Messico
- Andrea Ward in The Outsider
- Mino Caprio in Will Trent